# Parafia św. Józefa w Kangaroo Point
Parafia św. Józefa w Kangaroo Point – parafia rzymskokatolicka, należąca do archidiecezji Brisbane.
Przy parafii funkcjonuje katolicka szkoła podstawowa św. Józefa.